# ورزشگاه یادبود جنگ
ورزشگاه یادبود جنگ (به انگلیسی: War Memorial Stadium) با ظرفیت ۲۳٬۰۰۰ نفر در شهر وایلوکو ایالت هاوایی واقع شده‌است. این ورزشگاه در تاریخ ۱۹۶۹ تاسیس شد و دارای زمین چمن می‌باشد.